# Григорий Прелюб
Григор, Григорий или Гъргур Прелюб е най-видният душанов властел, носещ титлата кесар заради заслугите си към царя. Прелюб заедно с Войхна и Хрельо е един от тримата носили тази титла в Душановото царство.
Той води отрядите на царя в битката при Стефаниана (1344). След завладяването на Тесалия (през есента на 1348 г.) се сдобива с титлата кесар, и резидира в Трикала, като наследственото му владение е по поречието на Черна в Мариово в подножието на Селечката планина.
Упоменат е в писмо на папа Инокентий VI от 24 декември 1354 г., в което папата го сочи като един от възможните посредници за сключването на църковна уния. Женен е за Ирина, която според Джон Файн, е една от двете дъщери на Стефан Душан и Елена. Умира в края на 1355-а или в началото на 1356-а в битка с местните албанци от Епир. Неговото владение е завзето от Никифор II Орсини, а жена му и сина му Тома Прелюбович бягат при Симеон Синиша и сетне и при Радослав Хлапен.